# Sehnsucht nach Australien
Sehnsucht nach Australien (Originaltitel: Australia) ist ein französisch-schweizerisch-belgisches Filmdrama mit Fanny Ardant und Jeremy Irons aus dem Jahr 1989.

## Handlung
Der 38-jährige Witwer Edouard Pierson lebt 1955 mit seiner Tochter in Australien, wo er im Zweiten Weltkrieg stationiert war und nun als Wollhändler seinen Lebensunterhalt verdient. Seine eigentliche Heimat ist Belgien, wo seine Familie noch immer ansässig ist. Seine Verwandten wissen jedoch nicht, dass Edouard eine Tochter hat. Als Pilot hatte er während des Krieges eine Indonesierin kennengelernt und geheiratet. Da er sich sicher war, dass seine Familie diese Verbindung nicht gutheißen würde, verschwieg er sie in seinen Briefen. Seine Tochter hat ihre Mutter nie als solche kennengelernt, denn diese starb bereits kurz nach der Geburt.
Als Edouard einen Brief von seinem Bruder Julien erhält und erfährt, dass das Familienunternehmen kurz vor dem Bankrott steht, kehrt Edouard in seine Heimatstadt Verviers zurück. Während er mit seinem Bruder versucht, das Geschäft zu retten, begegnet er der verheirateten Belgierin Jeanne. Sie verlieben sich ineinander und stürzen sich in eine leidenschaftliche Affäre. Edouards Tochter beginnt derweil, Nachforschungen über ihre Mutter zu betreiben, von der ihr Vater nie viel erzählt hat. Zudem nimmt das 12-jährige Mädchen Kontakt zu ihrer Großmutter Odette Pierson auf.
Nachdem das Unternehmen seiner Familie vor dem Konkurs gerettet ist, kehrt Edouard trotz der neu geknüpften Familienbande und entgegen seinen Gefühlen für Jeanne nach Australien zu seiner Tochter zurück.

## Hintergrund
Der belgische Regisseur Jean-Jacques Andrien drehte den Film an Originalschauplätzen in Südaustralien und in seiner belgischen Heimatstadt Verviers nahe der deutschen Grenze. Die Kostüme entwarf Yvonne Sassinot de Nesle. Nach Volker Schlöndorffs Eine Liebe von Swann (Un amour de Swann, 1984) war dies der zweite von bisher drei gemeinsamen Filmen der französischen Schauspielerin Fanny Ardant und ihres britischen Kollegen Jeremy Irons. 2002 standen sie für Callas Forever, Franco Zeffirellis Filmhommage an Maria Callas, erneut gemeinsam vor der Kamera.
Sehnsucht nach Australien feierte am 13. September 1989 in Frankreich Premiere und lief drei Tage später auch auf dem Toronto International Film Festival in Kanada.

## Kritiken
Das Lexikon des internationalen Films befand, dass Sehnsucht nach Australien „schön fotografiert und die Hauptrolle mit Jeremy Irons ideal besetzt“ sei. Das Ende des Films falle jedoch „so bieder und aufgesetzt aus, daß die stimmungsvoll inszenierte Melancholie der Geschichte letztlich unverankert bleibt“. Auch Cinema meinte zusammenfassend: „Schöne Bilder, aber im Ganzen zu aufgesetzt“.
Für TimeOut London war der Film eine „Romanze, die erfolglos versucht, die gehemmten Gefühle der belgischen Bourgeoisie zu ergründen“. Dies werde „schnell durch dramatische Schwerfälligkeit, Irrelevanz und Wolle im Keim erstickt“. Der Film habe viele schöne Bilder zu bieten, aber Regisseur Andrien habe „offensichtlich seinem Dokumentarfilminstinkt freien Lauf gelassen“, weshalb das Ergebnis „harmlos“ sei.

## Auszeichnungen
Giorgos Arvanitis’ Kameraarbeit wurde sowohl mit dem belgischen Joseph-Plateau-Preis als auch mit der Goldenen Osella bei den Internationalen Filmfestspielen von Venedig ausgezeichnet.

## Deutsche Fassung
Die deutsche Synchronbearbeitung entstand für die deutschsprachige Erstaufführung in der Schweiz.
| Rolle           | Darsteller   | Synchronsprecher |
| --------------- | ------------ | ---------------- |
| Jeanne Gauthier | Fanny Ardant | Viktoria Brams   |
| Edouard Pierson | Jeremy Irons | Randolf Kronberg |
| Julien Pierson  | Tchéky Karyo | Oliver Stritzel  |